# Малая Отрада
Ма́лая Отра́да — деревня Пушкинского сельсовета Добринского района Липецкой области.
Расположено в 4 км восточнее центра поселелния села Пушкино; с ним связано автомобильной дорогой. В центре Малой Отрады — пруд на притоке реки Плавицы.
Как хутор возникла в 1920-х годах. В 1926 году, согласно переписи населения, в ней жили 17 человек. Позже Малая Отрада стала деревней .
Название произошло от слова отрада — радость (здесь: радость, которая пришла к селянам после революции). Определение Малая дано, так как рядом находится село Большая Отрада. 

## Население
| 2010 |
| ---- |
| 36   |